# Episodi di Red Oaks (terza stagione)
La terza stagione della serie televisiva Red Oaks è stata interamente pubblicata, sia in Italia che negli Stati Uniti, il 20 ottobre 2017 su Amazon Video.
| nº | Titolo originale              | Titolo italiano                | Pubblicazione USA | Pubblicazione Italia |
| -- | ----------------------------- | ------------------------------ | ----------------- | -------------------- |
| 1  | Summer in the City            | Estate in città                | 20 ottobre 2017   | 20 ottobre 2017      |
| 2  | Samwich                       | Samwich                        | 20 ottobre 2017   | 20 ottobre 2017      |
| 3  | A Little Business Proposition | Una piccola proposta di affari | 20 ottobre 2017   | 20 ottobre 2017      |
| 4  | Memories                      | Ricordi                        | 20 ottobre 2017   | 20 ottobre 2017      |
| 5  | Paroled                       | Libertà condizionale           | 20 ottobre 2017   | 20 ottobre 2017      |
| 6  | Action!                       | Azione!                        | 20 ottobre 2017   | 20 ottobre 2017      |

## Estate in città
- Titolo originale: Summer in the City
- Diretto da: David Gordon Green
- Scritto da: Joseph Gangemi & Gregory Jacobs

### Trama
David lavora da nove mesi come assistente di produzione in uno studio cinematografico, ma si sente poco considerato dai superiori ed è costretto a svolgere mansioni umili come fare fotocopie e portare il pranzo. Il mondo del cinema non è quell'idillo che il ragazzo si era immaginato, sentendo invece che sta perdendo il suo tempo. La situazione precipita quando Derek, il suo referente nello studio, gli ordina di procuarsi venticinque manichini femminili. Non sapendo dove sbattere la testa, David chiede aiuto ad Annabelle, giovane collega che lavora nel settore costumi. Il loro sforzo si rivela però inutile perché Derek, con spocchioso distacco, dice di non averne più bisogno.
Al Red Oaks Nash nota la presenza di numerosi giapponesi, pensando si tratti di una comitiva in vacanza. In realtà scopre che sono potenziali acquirenti perché il direttivo sta prendendo in considerazione l'ipotesi di vendere il Red Oaks, facendosi sentire l'assenza di Getty. Costui è in carcere, dove la moglie Fay gli fa visita regolarmente, raccontandogli che Skye adesso è entrata nella fase "salviamo il mondo" ed è assidua partecipante alle manifestazioni di protesta. Sam sta imparando i vantaggi della vita da divorziato. Adesso canta in un coro di chiesa, dove ha iniziato una relazione con la direttrice Shirley. Misty è all'ultimo anno di accademia, ma le magre del bilancio familiare impediscono a lei e Wheeler di fare progetti a lungo termine.
Rientrato a casa dalla stressante giornata lavorativa, David trova una lettera in cui gli viene comunicato che il suo cortometraggio per una mostra di giovani registi è stato respinto.

## Samwich
- Titolo originale: Samwich
- Diretto da: Amy Heckerling
- Scritto da: Joseph Gangemi & Gregory Jacobs

### Trama
Nash avverte Getty che i suoi soci stanno mettendo in vendita il Red Oaks. Il magnate va su tutte le furie, sbraitando che farà di tutto per impedire ai giapponesi di mettere le mani sulla sua creatura. Terry, il fratello di Shirley, propone a Sam di mettersi in affari con lui e rilevare una paninoteca, sfruttando la passione di Sam per la cucina e in particolare i panini. All'università Wheeler offre un'originale rilettura di Alla ricerca del tempo perduto di Proust. La sua insegnante, la professoressa Fox, resta colpita dall'accostamento tra le madeleine e la droga, proponendogli di dedicare all'autore francese il suo saggio di fine semestre. Inoltre, la Fox vorrebbe che Wheeler partecipasse al salotto letterario, destinato agli studenti più brillanti, che la docente organizza assieme al marito Cecil.
Judy inaugura la sua agenzia immobiliare, felice che in quest'occasione la sua famiglia si sia riunita. Judy prova a dissuadere Sam dall'imbarcarsi nell'impresa della paninoteca, non essendo affatto semplice gestire un locale, ma davanti all'entusiasmo dell'ex marito finisce per cedere. Misty resta male quando il dottor Ron, il dentista presso cui sta svolgendo il tirocinio, afferma che con la sua avvenenza non avrà problemi a lavorare. Stanca di essere giudicata per la sua bellezza, la ragazza vorrebbe vedersi riconosciute le sue capacità. David sente che Derek è alla ricerca di un regista per girare uno spot sui cani, ma non riesce a trovare nessuno per via della paga troppo bassa. Spronato da Annabelle, David trova il coraggio di consegnare alcuni suoi filmati a Derek.
Passato a trovare David e Wheeler, che adesso vivono insieme nello stesso appartamento, Nash propone loro di andare a trovare Getty in prigione. L'obiettivo dell'insegnante di tennis è coinvolgerli nei piani di Getty per salvare il Red Oaks.

## Una piccola proposta di  affari
- Titolo originale: A Little Business Proposition
- Diretto da: Amy Heckerling
- Scritto da: Joseph Gangemi & Shawn Harwell

### Trama
Getty commissiona a David un servizio sul Red Oaks, sperando che possa servire come arma per dissuadere i soci dal venderlo. Sam e Terry hanno rilevato la paninoteca, iniziando i lavori di ristrutturazione del locale. Sam e Shirley tengono segreta la loro relazione, poiché Terry è molto protettivo verso la sorella. Judy porta David dal suo terapeuta perché vuole fargli sapere che sta frequentando diverse persone, sia uomini che donne. David afferma di non vergognarsi dell'omosessualità di sua madre. Wheeler si presenta al salotto letterario della professoressa Fox, scoprendo di essere l'unico studente presente. Questo perché la professoressa e il marito Cecil vorrebbero chiedergli di essere il loro donatore di sperma per poter avere un figlio.
Annabelle assicura a David di aver messo i suoi filmati nella borsa di Derek, dato che nelle ultime due settimane il superiore non aveva trovato il tempo e la voglia di vederli. In vista di una probabile acquisizione giapponese del Red Oaks, Barry impartisce lezioni di cultura nipponica a Wheeler e Skip. Il Dottor Ron chiede a Misty di accompagnarlo a una conferenza di lavoro, promettendole che tutte le spese saranno a carico dell'organizzazione. Misty non è molto convinta di accettare, intravedendo il tentativo da parte del dottore di flirtare con lei. In effetti Wheeler, passato a prenderla in macchina, si ingelosice nel vedere che il Dottor Ron è molto giovane e quindi Misty potrebbe scaricarlo per lui.
David trova il coraggio di farsi avanti con Derek per dirigere il filmato del cibo per cani. Derek però lo tratta in modo sprezzante, dicendogli apertamente di non aver gradito i suoi precedenti lavori e che non avrà mai un futuro nel mondo del cinema.

## Ricordi
- Titolo originale: Memories
- Diretto da: Hal Hartley
- Scritto da: Joseph Gangemi & Gregory Jacobs

### Trama
Giù di morale per le parole di Derek, David ritrova il buon umore praticando la ginnastica aerobica con Wheeler. Il filmato sul Red Oaks, con la voce fuori campo di Getty, piace molto al magnate che chiede l'aiuto di Herb, uno dei soci più influenti nonché storico cliente del country club, per portarlo a conoscenza del consiglio. David confida ad Annabelle che sta seriamente pensando di lasciare il lavoro allo studio, convinto che Derek abbia ragione e debba cercare la sua strada altrove. Wheeler vuole chiedere a Misty di sposarlo, ma gli anelli migliori costano parecchio e questo lo induce ad accettare di donare lo sperma alla Fox e suo marito.
David si accorge che Wheeler ha adottato degli strani accorgimenti, come mangiare ostriche e raffreddare i testicoli con il ghiaccio, per assolvere al meglio al suo "compito procreativo". Wheeler gli chiede di mantenere il segreto con Misty, affermando di volerla sposare perché altrimenti corre il rischio che finisca tra le grinfie del Dottor Ron. Quando David gli risponde che questa è la più grossa sciocchezza mai fatta, i due amici finiscono per litigare. Nash scopre che i giapponesi non vogliono acquistare il Red Oaks per un semplice cambio di gestione, bensì intendono chiuderlo definitivamente. Usciti per andare a teatro, Sam e Shirley subiscono il furto della borsa della donna. Questo li costringe a chiamare Terry che così scopre la loro storia.
Passeggiando per la città, David si ritrova nel vecchio bar dove lavorava Skye.

## Libertà condizionale
- Titolo originale: Paroled
- Diretto da: Hal Hartley
- Scritto da: Joseph Gangemi & Gregory Jacobs

### Trama
Skye è contenta di vedere un David più maturo e meno infantile, ma adesso ha un nuovo fidanzato che si chiama come lui, è israeliano e lavora nella finanza. Rientrato nel suo appartamento, David fa pace con Wheeler. Getty esce dal carcere e trova la moglie Fay, la quale gli preannuncia un ridimensionamento del loro tenore di vita, tanto che ha venduto la macchina di lusso e lavora come agente di viaggio. La professoressa Fox comunica a Wheeler che l'inseminazione non è andata a buon fine, quindi deve tornare a casa sua per un nuovo tentativo. Preoccupato per il suo futuro lavorativo al Red Oaks, Nash si presenta dal suo ex assistente Brett, che ha fatto carriera ed è diventato maestro professionista nel country club Windybush. Brett sfida Nash a una partita di tennis, dove è evidente come il vecchio maestro sia ormai arrugginito.
Annabelle sprona David a credere di più in sé stesso, sottolineando come la cattivera di Derek sia dovuta all'invidia di essere un regista fallito. L'apertura della paninoteca si rivela più problematica del previsto per Sam, essendo emerse la difettosità della cappa della griglia e la presenza di topi nel ripostiglio. Wheeler scappa spaventato da casa della Fox, poiché la professoressa pretendeva un "metodo" diverso. Misty accompagna il Dottor Ron alla conferenza di lavoro. Terminata con successo la sua presentazione, il dottore porta Misty a brindare nel ristorante dell'albergo e, ubriaco, si lascia scappare alcune frasi spiacevoli sul suo conto. Prima afferma che quando l'ha vista la prima volta l'ha scambiata per una spogliarellista, poi rincara nel definirla una "cameriera dei denti" perché conseguirà una qualifica inferiore alla sua. Dopo che Ron si è dileguato, Misty telefona a Wheeler che la riporta a casa.
David decide che è venuto il momento di affrontare di petto Derek, anche se ciò gli costerà il posto di lavoro. Il ragazzo si presenta al cospetto di una delle star dello studio, autocandidandosi come regista di uno spot e consegnandogli lo storyboard che ha scritto.

## Azione!
- Titolo originale: Action!
- Diretto da: David Gordon Green
- Scritto da: Joseph Gangemi & Gregory Jacobs

### Trama
Getty non è riuscito a convincere i consiglieri a non vendere il Red Oaks ai giapponesi. Misty consegue la laurea in igiene dentale, mentre David e Wheeler stanno cercando un nuovo lavoro dopo che il primo si è licenziato dallo studio e il secondo l'ha perso al country club. Misty ascolta un messaggio della professoressa Fox sulla segreteria telefonica, credendo che sia un'amante di Wheeler. David è ingaggiato per girare, su espressa richiesta del cliente Nigel, il suo spot per cani. Rebecca Horowitz, consigliera del Red Oaks nonché ex amante di Nash, gli ha procurato un posto di lavoro come istruttore di tennis a Palm Beach. Sam sta meditando di non aprire più la paninoteca, a causa delle spese che deve sostenere per metterla completamente a norma, ma anche per l'assenza di Terry con cui non si rivolge più la parola. Judy si offre di diventare sua socia, investendo nell'attività dell'ex marito che può quindi aprire i battenti. La buona inaugurazione convince Terry a tornare a bordo.
Al Red Oaks tira aria di smobilitazione. Wheeler spiega a Misty cosa è veramente successo con la Fox, ottenendo il suo perdono e la promessa che si sposeranno. Karen passa al Red Oaks per salutare David. La sua ex fidanzata e Barry stanno aspettando un bambino. Nash e Skip partono per la loro nuova avventura a Palm Beach. David dirige il suo videoclip, provando la soddisfazione di dare ordini a Derek. Annabelle racconta a David che il fidanzato Noah lascerà la città per trasferirsi in Nebraska mentre lei cerca un appuntamento in città. David può finalmente sedersi sulla sedia da regista e dire per la prima volta "Azione!".